# Andromeda II
Andromeda II è una Galassia nana sferoidale nella costellazione di Andromeda, distante circa 2,22 milioni di anni luce. Fa parte del gruppo locale ed è satellite della Galassia di Andromeda (M31), ma si trova molto vicina alla Galassia del Triangolo (M33).
È stata scoperta da Sidney van den Bergh.

## Osservazione spettrale
Dalle osservazioni effettuate, nel 1999, tramite il telescopio Keck su sette stelle all'interno di Andromeda II, è stato possibile misurare una velocità media Vr di -188 ± 3 km/s ed una velocità di dispersione di 9,2 ± 2,6 km/s.  Tali misurazioni forniscono un rapporto massa/luce di M/Lv +21−14 unità solari, il che implica che Andromeda II conterrebbe una quantità significativa di materia oscura.
Nel 1999, sono stati inoltre effettuati studi sul diagramma colore-magnitudine di Andromeda II dai quali è emerso che gran parte delle sue stelle possiedono un'età compresa tra i 6 e i 9 miliardi di anni, anche se le osservazioni di variabili di tipo RR Lyrae dimostrano l'esistenza di un segmento di popolazione con età superiore ai 10 miliardi di anni. 
Andromeda II è notevolmente differente dall'altra vicina galassia nana Andromeda I, come ha confermato l'osservazione del gradiente radiale del ramo orizzontale del diagramma. Inoltre, la dispersione è maggiore in Andromeda II rispetto ad Andromeda I e ciò spinge a pensare che le due galassie abbiano storie evolutive differenti.